# 石井正文
石井 正文（いしい まさふみ、1957年11月3日 - ）は、日本の外交官。2013年（平成25年）から外務省国際法局長、2014年（平成26年）から駐ベルギー特命全権大使、2017年（平成29年）から駐インドネシア特命全権大使を務めた。

## 人物・経歴
広島県出身。1980年（昭和55年）東京大学法学部を卒業して、外務省に入省する。
ケンブリッジ大学留学、サウジアラビア、米国に在勤。
- 1998年（平成10年） 企画課長
- 1999年（平成11年） 南東アジア第二課長
- 2002年（平成14年） 外務大臣秘書官
- 2003年（平成15年） 駐イギリス公使
- 2006年（平成18年） 駐米国公使
- 2009年（平成21年） 外務省総合外交政策局審議官、政策企画・国際安全保障政策担当大使
- 2012年（平成24年）9月 外務省地球規模課題審議官
- 2013年（平成25年）1月 外務省国際法局長
- 2014年（平成26年）7月4日 外務省大臣官房付
- 2014年（平成26年）7月29日 駐ベルギー特命全権大使[4][5]
- 2017年（平成29年）3月3日 駐インドネシア特命全権大使[6]
- 2020年 (令和2年) 10月 退任
- 2021年 (令和3年) 1月 退任[7]
- 2021年 (令和3年) 3月 丸紅顧問[7]
- 2021年 (令和3年) 4月 学習院大学法学部法学科特別客員教授[8]、りそな総合研究所顧問[9]
- 2021年 (令和3年) 6月 日工株式会社　社外取締役[10]

## 同期
- 末松義規（12年内閣府副大臣・96年衆議院議員）
- 大村昌弘（17年フィジー大使）
- 川村裕（20年ノルウェー大使・18沖縄大使・14年コートジボワール大使）
- 越川和彦（16年JICA副理事長・14年スペイン大使・12年官房長）
- 鈴鹿光次（16年アフガニスタン大使）
- 鈴木康久（18年ニカラグア大使・16年レオン総領事）
- 山田文比古（08年東京外国語大学教授）
- 片上慶一（17年イタリア大使・16年外務審議官（経済担当））
- 北野充（14年ウィーン代表部大使・12年軍縮不拡散・科学部長・19年アイルランド大使）
- 石川和秀（14年フィリピン大使・12年南部アジア部長）
- 藤原聖也（14年アルジェリア大使）
- 山崎純（18年シンガポール大使・15年スウェーデン大使・14年儀典長）
- 渡邉正人（17年ブルガリア大使・15年バングラデシュ大使）
- 堀之内秀久（19年オランダ大使・16年カンボジア大使・14年ロサンゼルス総領事）
- 野田仁（18年ルーマニア大使・15年エクアドル大使）
- 髙橋礼一郎（18年オーストラリア大使・15年ニューヨーク総領事・11年アフガニスタン大使）
- 葉室和親（12年トンガ大使）
- 井出敬二（17年北極担当大使・13年クロアチア大使）
- 小原雅博（15年東京大学法学部教授・13年上海総領事）
- 須永和男（19年カタール大使・16年ASEAN大使）
- 姫野勉（17年ガーナ大使）
- 平石好伸（17年チリ大使・14年ジンバブエ大使）
- 水谷章（19年オーストリア大使・17年立命館アジア太平洋大学教授）
- 齊藤貢（18年イラン大使・15年オマーン大使）